# Daisuke Enomoto
Daisuke Enomoto (* 22. dubna 1971) je japonský podnikatel a bývalý manažer firmy Livedoor, který se měl stát čtvrtým vesmírným turistou. Trénoval ve Hvězdném městečku a připravoval se na let se dvěma členy Expedice 14 Michailem Ťurinem a Michaelem Lopezem-Alegriou na palubě Sojuzu TMA-9, který odstartoval v září 2006.
21. srpna 2006 oznámil tiskový mluvčí ruské vesmírné agentury Roskosmos, že Enomoto byl ze zdravotních důvodů vyřazen z přípravy k letu, ačkoli naznačil, že Enomto by se do přípravy mohl vrátit a letět na některé z pozdějším misí. V posádce Sojuzu TMA-9 ho nahradila íránsko-americká podnikatelka Anúše Ansáríová. Enomoto se soudil s firmou Space Adventures, která mu měla let do vesmíru zprostředkovat a doufal, že získá náhradu škody 21 milionů dolarů, které již do vesmírného letu investoval. V průběhu soudu vyšlo najevo, že zdravotním problémem, kvůli kterému byl vyřazen z mise byly chronické ledvinové kameny. Firma Space Adventures tvrdila, že její zástupci radili Enomotovi podstoupit agresivní léčbu ledvinových kamenů, na což nepřistoupil a proto musel být z letu vyřazen. Enomoto tvrdil, že skutečným důvodem jeho vyřazení bylo to, že firmě neposkytl dodatečné finanční prostředky.
Enomoto měl být prvním vesmírným turistou, který si sám platil svůj let, z Asie a Japonska. Let měl proběhnout na Mezinárodní vesmírnou stanici se startem z Bajkonuru v Kazachstánu.
Do mezinárodních zpráv se Enomoto dostal, když vyšlo najevo, že má v úmyslu mít s sebou ve vesmíru kostým podobný tomu, který nosí Char Aznable, postava z Anime seriálu Mobile Suit Gundam. Ve stavu beztíže plánoval složit jeden nebo více Gundam modelů.